# Gaine axillaire
La gaine axillaire est une gaine fibreuse qui entoure la première partie de l'artère axillaire, en même temps que la veine axillaire et le plexus brachial. Il s'agit d'une extension du fascia cervical profond.
Un bloc de nerf du plexus brachial peut être obtenue en injectant un anesthésique dans ce milieu,.